# Pseudophaloe xiphydria
Pseudophaloe xiphydria là một loài bướm đêm thuộc phân họ Arctiinae, họ Erebidae.